# 北向山霊験記戸隠山鬼女紅葉退治之傳全

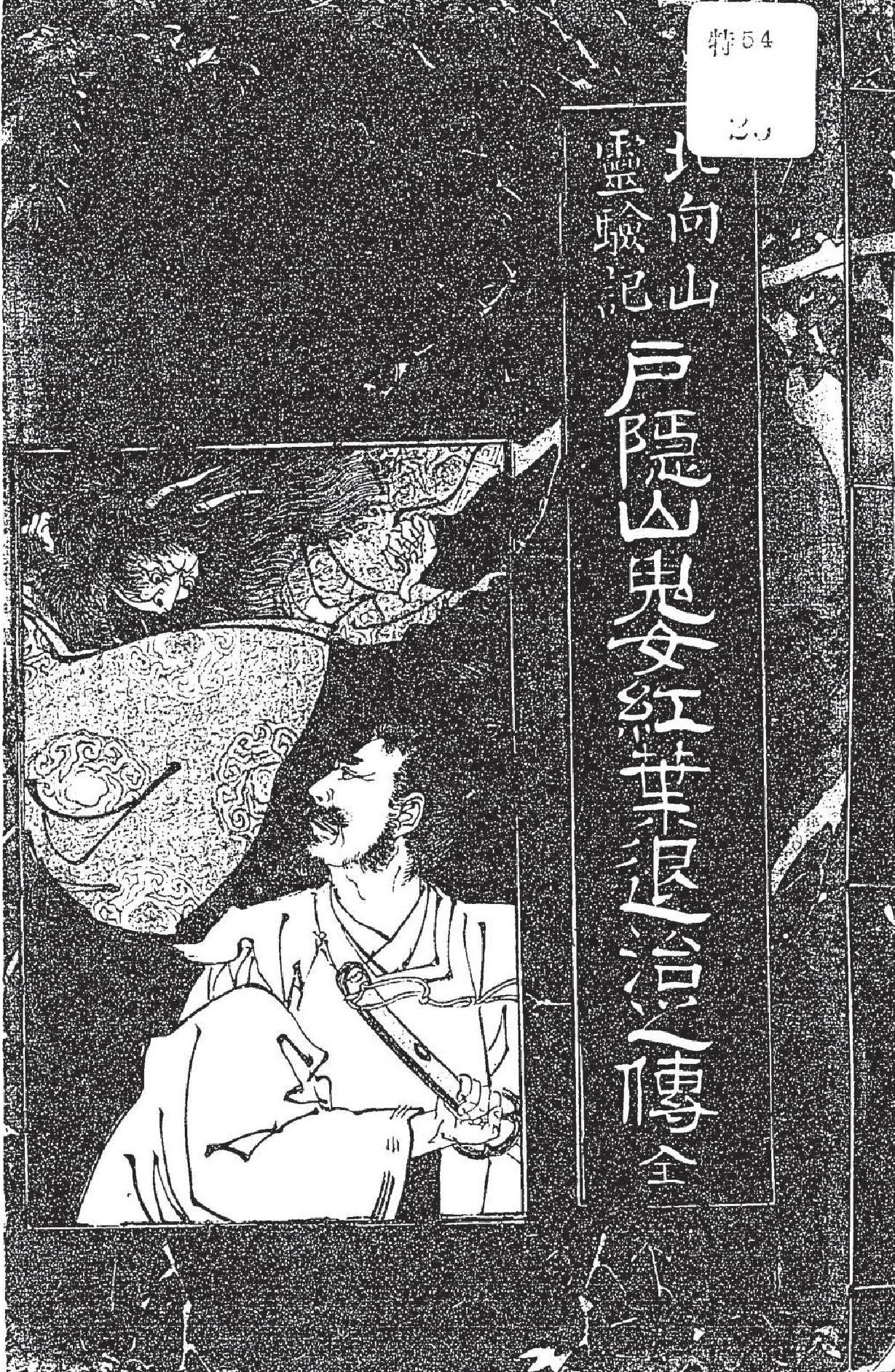
1886年（明治19年）版の表紙。国立国会図書館近代デジタルライブラリーより

北向山霊験記戸隠山鬼女紅葉退治之傳 全（きたむきさんれいげんきとがくしさんきじょもみじたいじのでん　ぜん）、北向山霊験記戸隠山鬼女紅葉退治之伝は、明治時代に刊行された紅葉伝説を記した書籍。江戸時代以後に多く見られた大衆的な実録物の形式が取られている。

## 概要
演劇（能や歌舞伎）などを通じて巷間に流布している俗説上の戸隠山の紅葉（もみじ）についての伝説にはいくつかの異同があるため、それについての正しい伝説を土地で集めてまとめたという旨が序に示されている。その生い立ちや源経基（みなもと の つねもと）の寵愛を受けた経緯や流罪になった理由を詳しく描いている。戸隠山の岩屋（洞窟）にこもり、盗賊を集め、最後には平維茂（たいら の これもち）に討ち取られる。（後述参考）。
初版の発行者である辻岡文助（辻岡屋文助）は幕末から明治にかけての出版業者（堂号は金松堂）。多くの草双紙や浮世絵を出版していた。
本文冒頭には纂輯人　齋藤一柏（さいとう　いっぱく）、関衣川（せき　いせん）とある。纂輯人とするこの二人は名前を借りただけか、架空の人物であるとする説もある。明治19年と序や奥付にあるが実際に発行されたのは明治36年であるともいう。
昭和初期に出版された巖谷小波による説話事典『大語園』では、戸隠山の鬼女の伝説として本書を典拠とした内容を掲載している。

### 奥付
- 初版　明治十九年六月七日御届　編輯兼出版人　東京府平民　辻岡文助　印刷所　秀英舎（奥付の無いものも存在する）
- 二版　明治三十六年十一月三十日印刷　同年十二月五日発行本。著作者兼発行者、飯島寅次郎。発行兼印刷人、松木安二郎。印刷所　保三堂。発売所　柏屋商店[4]。
- 三版　明治四十四年一月一日発行。発行者、林田伊太郎。印刷人、松本安二郎。発売所、柏屋商店[4]。

## 内容
世間のものには異同がある、と序で述べられているように、本書の内容はそれ以前に演劇や物語を通じて知られていた伝承とは多くの差異がある。また、実録物である点から講談や、『前々太平記』などに見られる酒呑童子退治などのように年や月日が挿入されているが、伝説上あるいは物語の中でのものであり、これらが年月日が史実であるという根拠などは無い。本書初版の表紙や本文組といった造本は実録物を活版印刷で数多く発行していた叢書のひとつ『今古実録』の形式を真似ている。
以下、本作品中のおもだった内容を順に示す。
- 生い立ち
  - 応天門の変によって処断された伴善男の子孫、伴笹丸（ばん の ささまる）とその妻・菊世（きくよ）の間に生まれる。長いこと子供に恵まれなかったため、霊験のあるとされる第六天の魔王に祈った結果、生まれた子であった。（実録物であることから、生年を承平7年（937年）であると明記している）
  - 呉葉（くれは）と名づけられ美しい少女に成長する。近在に住む豪家の息子・河瀬源吉（かわせ げんきち）は呉葉に恋こがれ病気づいたため、河瀬家から嫁によこせとの催促が来るが、呉葉を都に出す考えのあった笹丸はこれを辞退。
- 第六天の術
  - 呉葉は笹丸のため、第六天に祈り、術をつかって瓜ふたつのもうひとりの自分を呼び出す。それを河瀬家に身代わりに嫁入りさせ、結納金をもって笹丸一家は都へ向かった。にせものの呉葉は源吉と祝言をあげるが、雲に乗り姿を消す。
- 都入り
  - 笹丸は伍輔（ごすけ）、菊世は花田（はなだ）、呉葉は紅葉（もみじ）と名を改めて京の都に住みつく。
  - 紅葉の琴の音色と美貌が見初められ、源経基のもとに召し抱えられる。
  - 術をつかい、経基の妻を病気にするが、紅葉の行動をあやしんだ家臣らによって天暦10年（956年）に信濃国の戸隠山へと流される。
- 戸隠の里
  - 流された紅葉とその両親だったが、村人には「経基の寵愛を受けたが、子を宿して正室の嫉妬に遭い、無実の罪で流されて来た」という話をつくり信じさせた。紅葉のもつ檜扇（ひおうぎ）であおがれると病気が癒えるとして里の者からも大切にあつかわれる。
  - 紅葉の生んだ男子を経若丸（つねわかまる）と名づける。
  - 紅葉は男装をし、少し離れた周辺の村に盗みに入り、得た金品を経基からの仕送りであると里の者に見せていた。やがて黒姫山を根城にしていた鬼武（おにたけ）熊武（くまたけ）を名乗る盗賊（平将門の残党・長狭保時の子）たちや、鬼のおまんという怪力を持つ娘なども配下に加わる。
- 紅葉の積悪
  - 紅葉の悪事をたびたび諫めていた父の病死以後は、さらに悪行はかさなってゆき、安和2年（969年）冷泉天皇から紅葉退治の勅諚がくだり、平維茂がその任にあたる[5]。
  - 維茂の軍勢を風や火の雨や洪水の術、おまんの七十人力[6]でしりぞける。維茂方の成田左衛門が「武器に不浄の血をつければ幻術は一掃できる」と孔明の故事を引いて助言、実行するが敗退する。
- 北向観音（きたむきかんのん）
  - 成田の失策を受け、金剛兵衛は紅葉の使っているのは幻術ではなく鬼神や悪魔の術であるとして神仏への加護祈願を発案。北向観音へ維茂が妖賊破滅の祈願をおこない、霊夢で老翁から小剣を授かる。（本書の題名にある「北向山霊験記」という角書はこの場面に由来する）
  - 紅葉は体中が冷えわたり、術の使用が困難になる。多量の酒を飲み体をあたためるが酔いがまわり、眠ってしまう。
  - 霊夢に授かった小剣を使った矢を維茂が放ち、紅葉はこれを右肩に受けて鬼の本体をあらわし襲い掛かるが、退治された。
- おまんのその後
  - おまんは落ちのび、改心した上で善光寺で得度をうけ、袈裟に身をつつんで自害をした[7]。

## 他の紅葉伝説との差異
一般的に平維茂の紅葉退治の伝承は能の『紅葉狩』が基本であり、それに沿ったかたちのあらすじが流布している。そちらでは、戸隠山へ狩りに来た維茂が、紅葉狩りをしている身分の高い女の集団（正体が鬼）と遭遇し八幡神（石清水八幡宮）の加護をもって退治したというのが主な筋運びになっており、内容を比較すると『戸隠山鬼女紅葉退治之伝』は大幅に展開が異なることがわかる。豪華な紅葉見物の場面が存在しない点をはじめ、能や浄瑠璃などでは、平維茂が女たちに酒をすすめられ酔って眠ってしまう場面が著名な場面として登場するが、これも本作では登場しない。逆に自身の体をあたためるために紅葉が酒を飲んで眠っている。
「紅葉狩」では維茂を加護したのは八幡神であるが、『戸隠山鬼女紅葉退治之伝』では別所の北向観音であるとされた。これは、作者が別所周辺の人間であり、観光客を別所に呼び込むためであると考えられる。
平将門の残党との合流がなどが説かれている点も一般的な筋書との大きな差異である。戸隠山に紅葉たちが籠城する場面などは、酒呑童子の物語からの影響が大きいなどと考察されている。また、源経基およびその従者、平維茂の軍勢にしたがう武士たちの名称がひろく登場する点も大きな差異である。部分的にではあるが、維茂にしたがう武士の名として菰茨次郎（おもだかじろう）、金剛兵衛政景（こんごうひょうえまさかげ）という名は近松門左衛門による浄瑠璃『栬狩剣本地』に先行して見られる。紅葉は登場せず別の鬼が登場するものではあるが、戸隠山を舞台とする『戸隠山絵巻』では、鬼の大王が軍勢に対してさまざまな術を使っているなど本作で維茂の軍勢が戸隠山へ攻め寄せて以後の展開と共通する箇所も見られる。
他にも、滝沢馬琴の『傾城水滸伝』や『玉藻の草子』を参考にしたと見られる箇所も見受けられる。
このように、先行する作品を基本とした一般的な伝承との差異も多い本作であるが、鬼女「紅葉」のストーリーとして明治～平成にかけて、その部分部分が伝説として用いられ続けている。